# Beddingestrand
Beddingestrand är en ort vid kusten på Söderslätt i Trelleborgs och Skurups kommuner i Skåne län. Bukten som omsluter Beddingestrand från Beddinge läge till Hörte läge kännetecknas av sin vita sandstrand och sina goda badmöjligheter. Bukten är också en populär plats för wind- och kitesurfing. 
Genom orten går riksväg 9.

## Historia
Beddingestrand är ett gammalt fiskeläge i Lilla Beddinge socken. Ända sedan äldre stenåldern har området varit befolkat som jägar- och samlarsamhälle. Utgrävningarna kring Skateholm (Skateholmsboplatsen) har påvisat ca 90 gravar i anslutning till tre boplatsområden.  
I en stor storm 1874 sköljdes mycket av den gamla byn ut i havet; bara åtta hus klarade sig. Pga stormen etablerade fiskarna sig därefter i vad som kom att kallas det ”nya läget” en bit därifrån. Både det ”gamla” och ”nya läget” har än idag kvar sin tidstypiska bebyggelse med flinthus från 1700-talet. 
Från tidigt 1910-tal etablerade sig de första sommargästerna. Då som nu var det havet med sandstranden samt klitterna och strandängarnas fauna som lockade stadsborna att svalka sig och söka avkoppling. En tennisbana anlades efter att en sommargäst vid namn Kullenberg hade varit på Olympiaden i Stockholm och fascinerats av sporten. Den bana han anlade på sin tomt (som en av de första i Sverige) blev grunden till det som idag är Beddinge Tennisklubb, Sveriges sydligaste tennisanläggning. I takt med att fler sommarboende anslöt sig till orten grundades också Bedinge golfklubb år 1931 som Sveriges elfte klubb i ordningen. Banan var ursprungligen en 6 håls seaside/links-bana på det område som idag är ett naturreservat nere vid havet.   
På 40-talet och 50-talet växte intresset för orten. Gårdarna norr om riksväg 9, som ägde marken vilken knappt ens dög som betesängar, såg nu möjligheten att sälja densamma till stadsbor på jakt efter sommarnöje. Därav påbörjades en etablering av Beddingestrand (i dagligt tal Bedinge) som populär sommar- och rekreationsort.   

### Befolkningsutveckling
| Befolkningsutvecklingen i Beddingestrand 1960–2020             | Befolkningsutvecklingen i Beddingestrand 1960–2020 | Befolkningsutvecklingen i Beddingestrand 1960–2020 | Befolkningsutvecklingen i Beddingestrand 1960–2020 | Befolkningsutvecklingen i Beddingestrand 1960–2020 |
| -------------------------------------------------------------- | -------------------------------------------------- | -------------------------------------------------- | -------------------------------------------------- | -------------------------------------------------- |
|                                                                |                                                    |                                                    |                                                    |                                                    |
| År                                                             |                                                    |                                                    | Folkmängd                                          | Areal (ha)                                         |
| 1960                                                           | 1960                                               |                                                    | 265                                                |                                                    |
| 1965                                                           | 1965                                               |                                                    | 279                                                |                                                    |
| 1970                                                           | 1970                                               |                                                    | 260                                                |                                                    |
| 1980                                                           | 1980                                               |                                                    | 379                                                |                                                    |
| 1990                                                           | 1990                                               |                                                    | 524                                                | 101                                                |
| 1995                                                           | 1995                                               |                                                    | 585                                                | 101                                                |
| 2000                                                           | 2000                                               |                                                    | 576                                                | 101                                                |
| 2005                                                           | 2005                                               |                                                    | 644                                                | 101                                                |
| 2010                                                           | 2010                                               |                                                    | 678                                                | 101                                                |
| 2015                                                           | 2015                                               |                                                    | 1 308                                              | 385                                                |
| 2020                                                           | 2020                                               |                                                    | 1 561                                              | 387                                                |
| Anm.: sammanvuxen 2015 med Skateholm och del av Beddingestrand |                                                    |                                                    |                                                    |                                                    |

## Samhället
Beddingestrand har blivit en växande tätort genom att allt fler fritidshus längs sydkusten gjorts om till permanentboende.  I Beddingestrand ligger Sveriges sydligaste golfklubb, Bedinge Golfklubb, och kulturskyddade Granhyddans danspalats från tidigt 1900-tal. Fotbollsklubben Lilla Beddinge BK har ända sedan klubben grundades 1942 haft Thurevallen i Beddingestrand som sin hemmaplan.